# Trichotosia buruensis
Trichotosia buruensis är en orkidéart som först beskrevs av Johannes Jacobus Smith, och fick sitt nu gällande namn av S.Thomas, Schuit. och De Vogel. Trichotosia buruensis ingår i släktet Trichotosia och familjen orkidéer. Inga underarter finns listade i Catalogue of Life.